# 足立入谷出入口
足立入谷出入口（あだちいりやでいりぐち）は、東京都足立区にある首都高速道路川口線の出入口。江北ジャンクション方面からの出口、川口ジャンクション方面への入口のみ設置されている。

## 接続する道路
- 東京都道・埼玉県道106号東京鳩ヶ谷線
- 東京都道・埼玉県道239号足立川口線

## 周辺
- 東京都中央卸売市場北足立市場
- 足立流通センター
- 舎人公園
- 舎人駅
- 新芝川（埼玉県と東京都境界）

## 隣
首都高速川口線
(S05)加賀出入口 - (S06)足立入谷出入口 - (S07,S08)新郷出入口